# حارشة مهدبة
حارشة مهدبة (الاسم العلمي: Psorophora ciliata) هي نوع من الحشرات تتبع جنس الحارشة من فصيلة البعوضيات.